# Jim Burns
James B. "Jim" Burns (McLeansboro, Illinois; 21 de septiembre de 1945-Chicago, 11 de diciembre de 2020) fue un jugador de baloncesto estadounidense que disputó tres partidos en la NBA, además de una temporada en la ABA. Con 1,90 metros de estatura, jugaba en la posición de base. También fue abogado e inspector general de la Secretaría de Estado de Illinois.

## Trayectoria deportiva

### Universidad
Jugó durante tres temporadas con los Wildcats de la Universidad Northwestern, en las que promedió 19,6 puntos y 7,8 rebotes por partido. Lideró a los Wildcats en anotación en sus tres temporadas, siendo elegido en la última de ellas en el mejor quinteto de la Big Ten Conference. En 1967, fue además incluido en el tercer equipo All-American.

### Profesional
Fue ubicado en la trigésimo cuarta posición del Draft de la NBA de 1967 por los Chicago Bulls y también por los Dallas Chaparrals en la segunda ronda del draft de la ABA, fichando por los primeros. Pero únicamente llegó a disputar tres partidos con los Bulls antes de ser despedido, anotando cuatro puntos en total.
Fichó entonces con los Chaparrals, donde jugó el resto de la temporada como suplente, promediando 4,7 puntos y 1,8 rebotes por partido.

## Estadísticas de su carrera en la NBA y la ABA

### Temporada regular
| Temporada | Edad | Equipo            | Liga  | P  | TIT | MIN  | TC  | TCA | %TC  | 3P  | 3PA | %3P  | TL  | TLA | %TL  | R.OF. | R.DEF. | REB | ASIS | ROB | TAP | PER | FP  | PTS |
| 1967-68   | 22   | TOTAL             | TOTAL | 36 |     | 11.2 | 1.5 | 4.0 | .375 | 0.0 | 0.1 | .000 | 1.4 | 2.5 | .573 |       |        | 1.7 | 0.7  |     |     | 1.2 | 1.5 | 4.4 |
| 1967-68   | 22   | Chicago Bulls     | NBA   | 3  |     | 3.7  | 0.7 | 2.3 | .286 |     |     |      | 0.0 | 0.0 |      |       |        | 0.7 | 0.3  |     |     |     | 0.3 | 1.3 |
| 1967-68   | 22   | Dallas Chaparrals | ABA   | 33 |     | 11.9 | 1.6 | 4.2 | .380 | 0.0 | 0.1 | .000 | 1.5 | 2.7 | .573 |       |        | 1.8 | 0.7  |     |     | 1.3 | 1.6 | 4.7 |
| Total     |      |                   | TOTAL | 36 |     | 11.2 | 1.5 | 4.0 | .375 | 0.0 | 0.1 | .000 | 1.4 | 2.5 | .573 |       |        | 1.7 | 0.7  |     |     | 1.3 | 1.5 | 4.4 |
|           |      |                   | ABA   | 33 |     | 11.9 | 1.6 | 4.2 | .380 | 0.0 | 0.1 | .000 | 1.5 | 2.7 | .573 |       |        | 1.8 | 0.7  |     |     | 1.3 | 1.6 | 4.7 |
|           |      |                   | NBA   | 3  |     | 3.7  | 0.7 | 2.3 | .286 |     |     |      | 0.0 | 0.0 |      |       |        | 0.7 | 0.3  |     |     |     | 0.3 | 1.3 |

## Retiro
Luego de su carrera profesional como jugador de baloncesto, obtuvo un título de abogado. Además de la práctica privada, participó como político demócrata.Se postuló para  vicegobernador de Illinois en 1990 sin éxito.
En 1992 fue nombrado fiscal de los Estados Unidos para el Distrito Norte de Illinois. En abril de 2000, el Secretario de Estado de Illinois, Jesse White, nombró a Burns como su inspector general, cargo que ocupó hasta su fallecimiento.